# Bergelmir
Bergelmir er en af planeten Saturns måner: Den blev opdaget den 4. maj 2005 ud fra observationer foretaget af et hold astronomer fra Hawaiis Universitet under ledelse af Scott S. Sheppard mellem den 12. december 2004 og den 9. marts 2005, og fik lige efter opdagelsen den midlertidige betegnelse S/2004 S 15.
Bergelmir har retrograd omløb om Saturn, dvs. den populært sagt "kredser den gale vej rundt".